# Данбар (Шкотска)
Данбар (енгл. Dunbar, гелски Dùn Bàrr) је градић на обали Северног мора у источном делу Шкотске низије, у југоисточној Шкотској, око 48 км источно од Единбурга и 45 км северно од границе са Енглеском код Берика на Твиду.
Град је основан око 680. и његов стратешки положај луке на Северном мору донео му је бурну историју; у енглеским грађанским ратовима ту је вођена битка код Данбара (1650).
Данас је Данбар мирно место за становање, популарно међу људима запосленим у оближњем Единбургу, којима служи као јефтинија алтернатива за становање у главном граду.